# Шишкина, София Дмитриевна
София Дмитриевна Шишкина (род. 30 сентября 1998, Суна, Кировская область) — российская футболистка, мастер спорта России, полузащитница клуба «Крылья Советов». Выступала за сборную России.

## Биография
В детстве помимо футбола занималась лёгкой атлетикой (спринт) и горными лыжами, становилась победительницей областных первенств. В футболе занималась в команде мальчиков посёлка Суна, затем в команде девочек посёлка Нема и в ДЮСШ «Динамо» (Киров). Первый тренер — Алексей Шихалеев. Выступала за сборную Кировской области, бронзовый призёр первенства России среди девушек 2016 года.
В конце 2016 года перешла в клуб «Звезда-2005» (Пермь) и 18 апреля 2017 года в матче против «Дончанки» (Азов) дебютировала в высшей лиге России. Первый гол в высшем дивизионе забила 27 июля 2019 года в ворота ЦСКА. В составе пермского клуба — чемпионка (2017) и бронзовый призёр (2018, 2020) чемпионата России, обладательница Кубка страны (2018, 2019). Принимала участие в матчах еврокубков. Покинула «Звезду-2005» после окончания сезона 2023 и перешла в ЦСКА, где стала серебряным призёром чемпионата 2024 года. В июле 2025 года перешла в самарские «Крылья Советов» на правах аренды.
Также выступала в мини-футболе. В чемпионате Пермского края 2016/17, выступая за команду «Учитель», забила 55 голов в 13 матчах.
Выступала за юношескую и молодёжную сборную России. Бронзовый призёр Универсиады 2019 года в составе студенческой сборной России, на турнире сыграла 5 матчей и забила один гол.
В национальной сборной России дебютировала 19 января 2018 года в товарищеском матче против Словакии, отыграв первые 69 минут матча. Свой первый гол за национальную сборную забила 7 марта 2018 года в ворота Китая.